# Santalum acuminatum
Il quandong dolce (Santalum acuminatum (R.Br.) A.DC., 1857) è una pianta emiparassita della famiglia Santalaceae, che è ampiamente distribuita nei deserti centrali e nelle aree meridionali dell'Australia.
La specie, (in particolare il suo frutto), è chiamata "quandong" o "pesco nativo". Il suo aroma esotico ha portato a tentativi di addomesticamento della specie.

## Etimologia
La specie condivide il nome volgare di quandong con altre piante con frutti simili; può essere distinto come "acre" o "dolce". Il nome quandong di solito si riferisce al frutto di "S. acuminatum" nell'uso commerciale. Altri nomi sono "quondong" e "quandang". Il frutto e la pianta sono anche chiamati "quandong dolce" e "pesca nativa".
La pianta era nota a molti gruppi linguistici indigeni e quindi è conosciuta con molti nomi diversi. I Wiradjuri abitanti del Nuovo Galles del Sud usarono il nome guwandhang, da cui fu adattato il nome "quandong". Altri nomi indigeni sono: wolgol (Noongar, Australia sud occidentale) gutchu (Wotjobaluk, Victoria occidentale), wanjanu o mangata (in lingua pitjantjatjara, Uluṟu), e goorti (Narungga).

## Descrizione
Si tratta di un alto arbusto, o piccolo albero, alto da 4 a 6 metri e e largo da 2 a 4 metri. La corteccia ruvida è di colore grigio scuro e i rami ascendenti. A volte si trovano piante più piccole formate da polloni delle radici che circondano piante più grandi. I rami più piccoli hanno un andamento più penzolante. Le esili foglie ovali sono appuntite, di colore verde pallido o giallo, e coriacee. Queste sono sostenute da un gambo corto, lungo 5–10 mm. e le foglie misurano da 45 a 115 mm. Sono rastremate e disposte in coppie opposte sui rami.
I fiori possono essere verdi o bianchi all'esterno e rossastri o marroni sulle facce interne. Si trovano sui gambi, con dimensioni di 2–3 mm e sono fragranti. I frutti vengono prodotti dopo 4 e sono rossi o talvolta gialli e misurano tra 20 e 25 mm. Uno strato di polpa di 3 mm copre un guscio duro, simile al cervello, che racchiude il seme. Questo frutto è indicato come drupa. A maturazione va dal verde al rosso brillante in tarda primavera o estate, è di forma globosa e di diametro variabile tra 20 e 40 mm. La buccia del frutto è cerosa.
Le radici sono adattate a un meccanismo emiparassita, usando un austorio, le radici possono raggiungere le radici di altre pianta parassitate fino a fino a 10 metri di distanza.

## Ecologia
La pianta è emiparassita, capace cioè di fotosintesi, ma preleva dal sistema radicale di altre piante acqua e sali minerali. La pianta sottrae nutrienti in modo non distruttivo, sopravvive grazie alle sostanze azotate e dall'acqua che sottrae alle altre piante e, molto importante, usufruendo (e fornendo) ombra e protezione reciproca per la difesa dal vento arido in posizioni desertiche.
Le radici della specie hanno adattamenti a cuscinetto, che circondano quasi la radice dell'ospite, il cuscinetto è di forma tipica per il genere Santalum. Gli ospiti possono essere altri alberi, arbusti o erbe, di solito vengono usati come ospiti diverse specie di alberi o arbusti, e non una sola. I taxa registrati in questa relazione sono specie di generi quali Acacia, Maireana, Atriplex e molti altri, compresi emiparassiti come Exocarpos sparteus. Questo meccanismo consente alla pianta di acquisire il 70% del suo azoto e parte del suo fabbisogno idrico dalle radici di altri alberi e arbusti.
Vivendo in regioni soggette a frequenti incendi boschivi la pianta è adatta a rigenerarsi dai polloni radicali, quindi la specie è raramente trovata come singolo albero adulto. Invece gli esemplari esposti a incendio boschivo o comunque da disturbo del suolo si presentano sotto forma di gruppi di arbusti a steli singoli su base comune. La ricrescita della pianta dal sistema radicale conferisce a questa specie un vantaggio sugli arbusti che ricorrono alle sementi. Gli alberi con un solo stelo principale si trovano solo in posizioni che non sono soggette ad incendio o disturbi del suolo. La simbiosi parassitaria può non essere equilibrata e la specie parassitante o la parassita possono sopraffarsi, indifferentemente una in confronto all'altra, per radici o chioma.
Il fogliame della pianta, essendo di colore verde pallido rispetto ad altra vegetazione di colore verde vivo con fotosintesi più efficace, rende la pianta ben distinguibile nella boscaglia e nella macchia.
Gli emù mangiano I frutti, che costituiscono gran parte della loro dieta, ed i noccioli non digeriti rimangono vitali nei loro escrementi. Questo è il principale metodo di dispersione della "S. acuminatum", nella zona frequentata dagli emù.

## Distribuzione e habitat
Santalum acuminatum è ampiamente distribuita nella maggior parte delle regioni meridionali dell'Australia continentale, compreso il centro arido del paese, ed in alcune regioni è molto comune. Il congrnere sandalo australiano (Santalum spicatum), era una volta più diffuso in natura di questa specie, ma lo sfruttamento commerciale ha invertito questa posizione.
L'albero occupa una vasta gamma di habitat, tra cui letti di torrente, basi di rupi rocciose, pianure di ghiaia e dune sabbiose. È tollerante alla siccità, al sale e alle alte temperature e non ha bisogno di avere un ambiente ricco di sostanze nutritive. La pianta può trovarsi all'ombra della sua pianta ospite, raggiungendo il pieno sole solo una volta sviluppata, quindi è solitamente mescolata con l'ospite e altre specie, in tal caso ombreggia a sua volta le piante ospiti.

## Tassonomia
La specie venne descritta per la prima volta da Robert Brown, e inserita in Prodromus Florae Novae Hollandiae (1810) come Fusanus acuminatus, basata sulla sua collezione di tipi realizzata a Fowlers Bay, Australia del Sud, nel 1802. Brown diede l'epiteto latino acuminatus per indicare le foglie - affilate o appuntite. Il botanico Alphonse de Candolle gli diede il nome attuale nel 1857, inserendolo nel genus Santalum che contiene anche il sandalo australiano, Santalum spicatum, e il sandalo bianco, Santalum album. Diversi nomi botanici sono stati considerati sinonimi del Santalum acuminatum, come descritto in Flora of Australia (1984) e Australian Plant Census (2006), questi includono: Santalum preissii F.Muell. in Fragmenta Phytographiae Australiae (1861), Santalum cognatum e Santalum preissianum di Miquel (1845) e Santalum densiflorum Gand. (1919).
Mida acuminata fu il nome dato da Otto Kuntze in un tentativo di revisione, come con Eucarya acuminata (R.Br.) Sprague and Summerh.

## Coltivazione

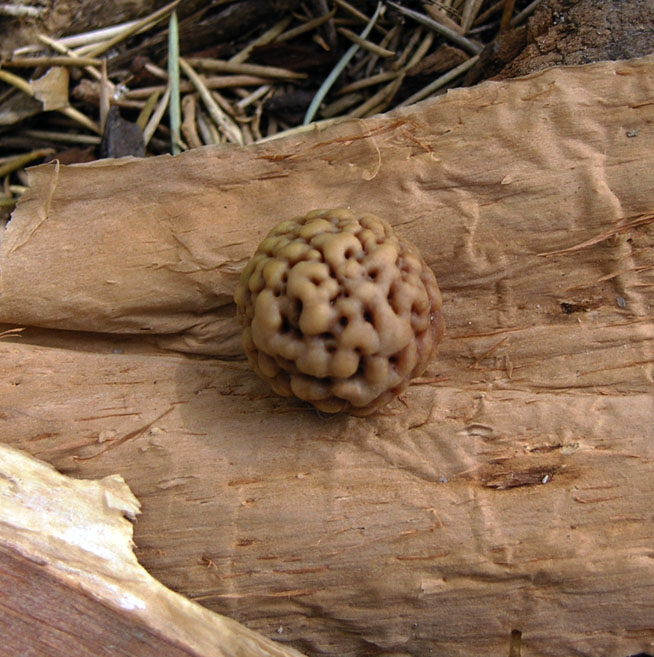
Una noce di quandong del deserto su un pezzo di corteccia.

I frutti erano alimenti importanti per i popoli dell'Australia centrale arida e semiarida, specialmente per il loro alto contenuto in vitamina C. Sono commercialmente coltivati e commercializzati e talvolta vengono trasformati in marmellata, una produzione iniziata negli anni 1970. Sono anche noti come cibo esotico.

### Propagazione e parassiti
Una conoscenza inadeguata dell'ecologia della pianta ha portato a molti insuccessi nella coltivazione di questa specie. Le prove commerciali e la propagazione da parte degli appassionati hanno tentato di riprodurre le circostanze del suo habitat naturale; terreno ben drenato, tecniche di germinazione e selezione di ospiti appropriati hanno avuto più successo. La germinazione del seme ha avuto successo, fino al 35%, quando è stato immagazzinato per 12-18 mesi. I coltivatori che depositano i semi in pacciame, ottenuto da piante ospiti, riportano un alto tasso di successo. La coltivazione di questa pianta ha affrontato altri ostacoli; per esempio, la specie è soggetta a numerosi parassiti e malattie fungine.
La ricerca e lo sviluppo della domesticazione della specie fu iniziata da Brian Powell, in una proprietà di Quorn nel sud dell'Australia. Le piante che hanno avuto successo in questo processo sono classificate come "Alberi significativi" dal National Trust of Australia.

### Avversità
Gli agenti patogeni del suolo, come le specie fungine Phytophthora e Pythium, possono essere presenti dove non c'è un terreno ben drenato. La pianta risponde ai trattamenti, se si sospetta la loro presenza, con applicazioni sul suolo di acido fosforoso. Un clima molto caldo e umidito ha occasionalmente indotto la macchia nera sulle foglie.

### Raccolta
I frutti di S. acuminatum vengono raccolti dalla pianta, o il nocciolo è fatto cadere dagli emù; la raccolta dal selvatico rimane la fonte primaria per il frutto ampiamente utilizzato. Questo era il metodo adottato dai coloni dopo la loro introduzione. La pianta produce grandi quantità di frutti negli anni di buone precipitazioni. Gli aborigeni australiani essiccano questo raccolto e conservano il frutto per un massimo di 8 anni.

## Usi

### Cibo

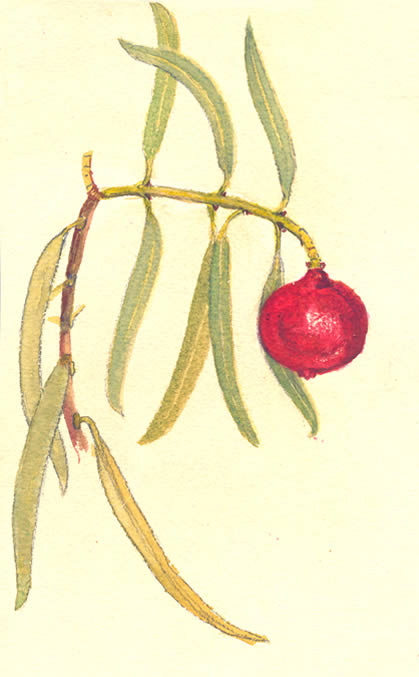
Foglie e frutti di quandong, dettagli di uno schizzo di Olive Pink (1930)

L'uso commerciale del frutto comprende la sua aggiunta ai cibi dolci e salati; il sapore è aspro e ricorda la pesca, l'albicocca o il rabarbaro.
Nel sud dell'Australia la S. acuminatum è chiamata "pesca selvatica" o "pesca del deserto".
Il frutto e il nocciolo della pianta erano presenti in una serie di francobolli prodotti dalle Poste Australiane.
È ben noto come cibo esotico nei mercati esteri, le cui vendite superano di gran lunga il consumo nel proprio paese d'origine. Il frutto ha anche un'azione contro i radicali liberi.

### Medicinale
Il frutto, contenente vitamina C, e il nocciolo oli complessi che erano usati dai popoli nei cui paesi si trovava la specie. Proprietà antibatteriche sono presenti nel legno di S. acuminatum e in tutte le specie "Santalum", specialmente nelle radici. Una nota applicazione dell'estratto era per la cura dei disturbi della pelle. La produzione commerciale del frutto di S. spicatum è la più avanzata, anche se sono in corso ricerche per l'aspetto commerciale di derivati medicinali.

### Combustibile
Il seme è molto ricco di oli infiammabili, come la noce delle Molucche, quindi può essere bruciato come illuminante. Anche il legno è untuoso, utile per accendere il fuoco.

### Legname
Il legno duro e untuoso viene usato per la produzione di mobili e nell'ebanisteria dagli artigiani regionali, ma non viene usato estesamente. È un materiale resistente, ma privo delle qualità aromatiche di altri sandali. I gusci rigidi e rugosi sono usati per la produzione di collane e bottoni, e come pedine sulle tavole delle "scacchiere" cinesi.